# Marijke Merckens
Marijke Merckens, née le 3 février 1940 dans les Indes orientales néerlandaises à Magelang et morte le 9 février 2023 à Harfsen,, est une actrice et chanteuse néerlandaise.

## Filmographie

### Séries télévisées
- 1964 : Hedenavond: voorstelling : la chanteuse de Sing for your supper
- 1964 : Pipo en de Waterlanders : Toedeloe
- 1965 : Maigret : l'assistante dentiste
- 1972 : Tegenvoeters : Annabel
- 1974 : Centraal station : Ida
- 1976 : 1, rue Sésame : Selma Duim / Marijke (voix)
- 1976 : Uit de wereld van Guy de Maupassant : Noëmi
- 1982 : Mensen zoals jij en ik : Sonja
- 1982 : De zevensprong : Mlle Rosmarijn
- 1987 : Moordspel : Lily Zeppalini
- 1988 : The Late Late Lien Show : Linda Lontong
- 1990-1991 : Medisch Centrum West : Isabella Kalkhoven
- 1991-1993 : Ha die Pa! : Tilly
- 1993 : Niemand de deur uit : Liesbeth van Putten
- 1993-1994 : Oppassen!!! : Blanche van Waveren
- 2002 : Russen : Mary van't Schie

### Films
- 1966 : 001 van de Contraspionnage : Dr Anema
- 1979 : Une femme comme Eva : Sonja
- 1981 : Een vlucht regenwulpen : la mère
- 1981 : Ik ben Joep Meloen : la présentatrice
- 1988 : Honneponnetje (en) : Gerda, la mère de Honneponnetje
- 1989 : Villa des roses : ?